# Feldkassel
Feldkassel ist eine ehemalige Ortschaft und gegenwärtiges Gewerbegebiet im Norden der Stadt Köln und gehört zum Stadtteil Merkenich im Stadtbezirk Chorweiler.

## Lage
Feldkassel grenzt im Süden an den Fühlinger See und die Kölner Ford-Werke, im Westen an den Stadtteil Fühlingen sowie im Norden an die Ortschaften Langel und im Osten an die Ortschaft Rheinkassel, die beide ebenfalls zum Kölner Stadtteil Merkenich zählen.

## Geschichte

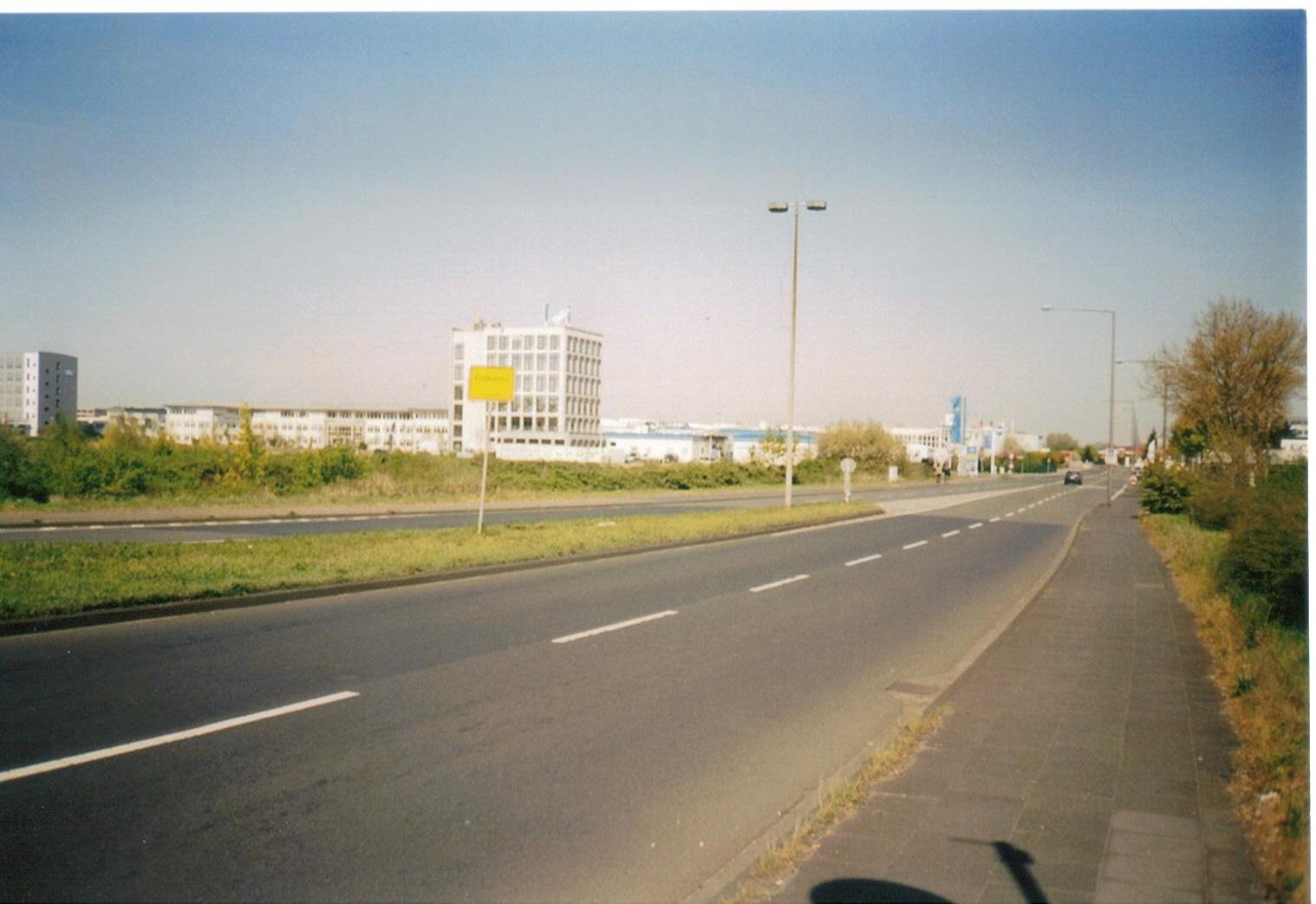
Feldkassel

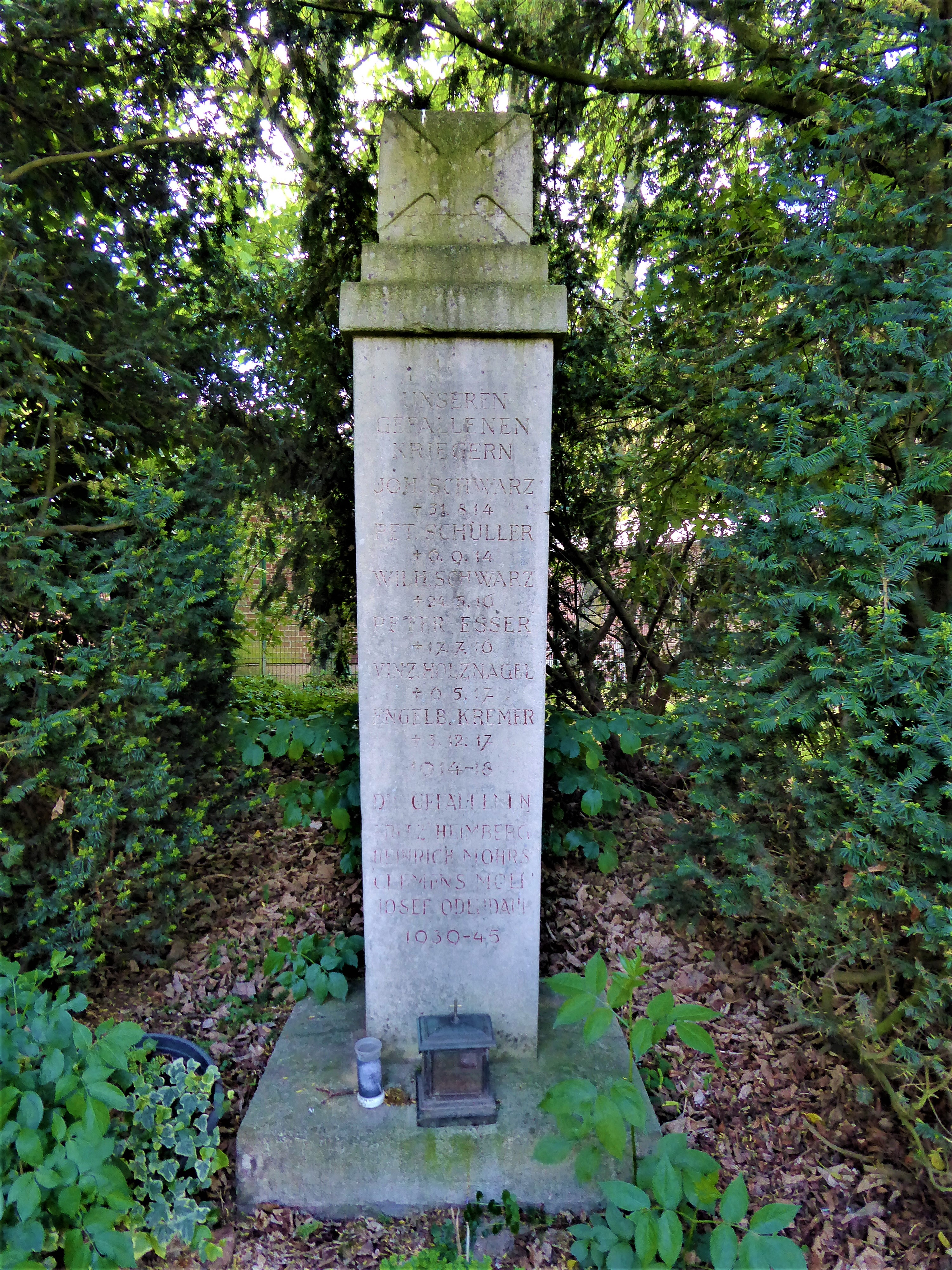
Das nach Fühlingen versetzte Kriegerdenkmal Feldkassel

In römischer Zeit befand sich in Feldkassel eine Ziegelei. Seit dem 19. Jahrhundert gehörte die Ortschaft zur Bürgermeisterei Worringen. Zusammen mit Worringen, Merkenich, Langel, Rheinkassel und Kasselberg wurde Feldkassel am 1. April 1922 in die Stadt Köln eingemeindet.
Die Tonvorkommen im Bereich des heutigen Fühlinger Sees führten dazu, dass auch noch bis zur Mitte des 20. Jahrhunderts in Feldkassel eine Ziegelei bestand. Zuletzt wurden hier Dachziegel hergestellt. Südwestlich von Feldkassel befand sich auf einer kleinen Anhöhe, dem Stallagsberg, eine Windmühle. Deren Überreste wurden zu Beginn der 1970er Jahre abgerissen, weil sie inmitten des geplanten Naherholungsgebietes um den Fühlinger See lagen.
Seit dem 15. Juli 1954 war Feldkassel auf Beschluss des Kölner Stadtrates nur noch ein Stadtviertel im Stadtteil Fühlingen. Zum 7. Oktober 1963 wurde Feldkassel, aber auch Langel, Rheinkassel und Kasselberg dem Stadtteil Merkenich zugeschlagen. In den 1970er Jahren wurde die Ortschaft jedoch abgerissen und musste den Erweiterungen des Fühlinger Sees und einem neuen Gewerbegebiet weichen. Dieses neue Gewerbegebiet trägt nun den Namen Feldkassel.
Einziges Relikt der alten Ortschaft ist das ehemalige Kriegerdenkmal. Dieses wurde in den Nachbarort Fühlingen versetzt.

## Wirtschaft und Infrastruktur

### Gewerbegebiet Feldkassel
In den 1980er Jahren wurde das Gewerbegebiet Feldkassel erschlossen. Inzwischen befinden sich Unternehmen wie Tamron (Europazentrale), Rewe, Egetürk, Ford und Cölner Hofbräu Früh hier. Außerdem sind zahlreiche mittelständische Betriebe in Feldkassel ansässig.

### Religion

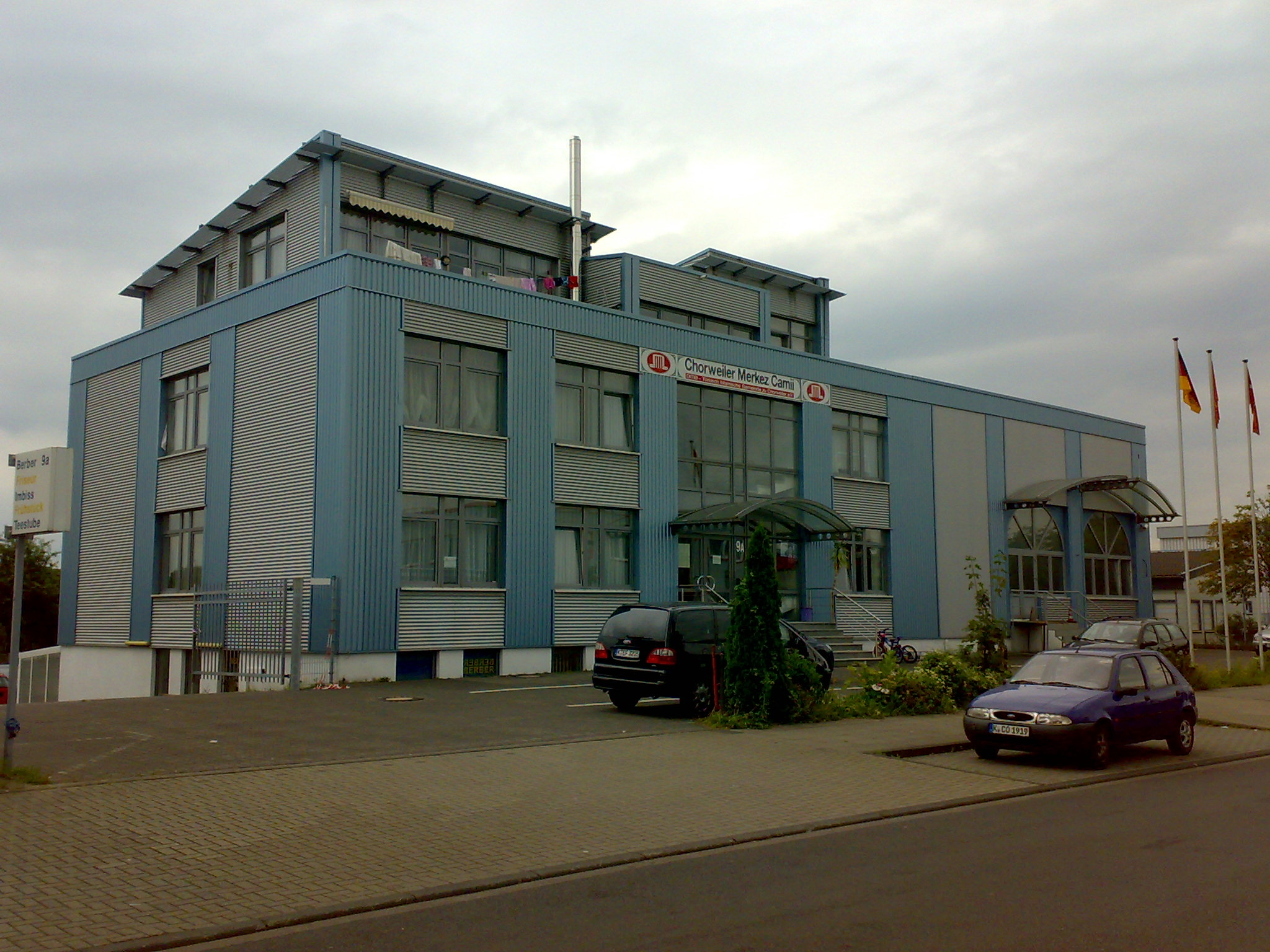
Moschee in Feldkassel

An der Morsestraße unterhält die türkisch-islamische Gemeinde des Stadtbezirks Chorweiler nach dreijähriger Planungs- und Bauzeit seit 2008 ein Gemeindezentrum mit Moschee in einem ehemaligen Gewerbebau, welches das erste und seit 30 Jahren von der islamischen Bevölkerung angestrebte muslimische Gotteshaus im Stadtbezirk ist. In ihm sind vor allem Muslime aus den nahegelegenen Stadtteilen Chorweiler und Seeberg organisiert.

## Verkehr
Im Westen von Feldkassel verläuft die Industriestraße, Teil der früher geplanten Bundesautobahn 552. Sie beginnt südlich des Niehler Hafens und besitzt eine Anschlussstelle zur Bundesautobahn 1. Eine Verlängerung der Straße nach Norden als Umgehungsstraße für Fühlingen wurde nach langer Planung umgesetzt. 
Durch das Gewerbegebiet Feldkassel verkehrt die Buslinie 121 der Kölner Verkehrsbetriebe, die in südlicher Richtung zur Endhaltestelle Merkenich der Straßenbahnlinie 12 und in westlicher Richtung zum S-Bahnhof Köln-Chorweiler fährt. Seit dem 9. Dezember 2018 endet die neue Linie 124 ausgehend vom Kölner Hauptbahnhof in Feldkassel.